# 송창호
송창호 (1986년 2월 20일 ~ )는 대한민국의 전 축구 선수로, 포지션은 미드필더였다.

## 클럽 경력
송창호는 2008 K리그 드래프트에서 포항 스틸러스에 지명되며 프로 경력을 시작하였다. 주로 교체 멤버로 활약하였으며, 2008년과 2009년 AFC 챔피언스리그와 2009 FIFA 클럽 월드컵에서도 뛰었다.
2010년 11월 29일, 이슬기와의 맞트레이드로 대구 FC로 이적하였다. 이후 2014 시즌을 앞두고 팀 동료 레안드리뉴와 함께 전남 드래곤즈로 이적하였다.
2015년 1월, 군 복무를 위해 안산 경찰청으로 임대 이적하였다.
2019시즌 여름 이적시장에 김해시청에 입단했다.

## 클럽 기록
2014년 12월 6일 기준
| 클럽  | 클럽          | 클럽         | 리그 | 리그 | 컵   | 컵   | 리그컵 | 리그컵 | 대륙 | 대륙 | 총계 | 총계 |
| 시즌  | 클럽          | 리그         | 출장 | 득점 | 출장 | 득점 | 출장   | 득점   | 출장 | 득점 | 출장 | 득점 |
| ----- | ------------- | ------------ | ---- | ---- | ---- | ---- | ------ | ------ | ---- | ---- | ---- | ---- |
| 2008  | 포항 스틸러스 | K리그        | 0    | 0    | 0    | 0    | 0      | 0      | 2    | 0    | 2    | 0    |
| 2009  | 포항 스틸러스 | K리그        | 9    | 0    | 2    | 0    | 3      | 1      | 5    | 0    | 19   | 1    |
| 2010  | 포항 스틸러스 | K리그        | 9    | 0    | 1    | 0    | 2      | 0      | 4    | 0    | 16   | 0    |
| 2011  | 대구 FC       | K리그        | 24   | 2    | 1    | 0    | 2      | 0      | -    | -    | 27   | 2    |
| 2012  | 대구 FC       | K리그        | 37   | 0    | 2    | 0    | -      | -      | -    | -    | 39   | 0    |
| 2013  | 대구 FC       | K리그 클래식 | 34   | 5    | 1    | 0    | -      | -      | -    | -    | 35   | 5    |
| 2014  | 전남 드래곤즈 | K리그 클래식 | 28   | 4    | 1    | 0    | -      | -      | -    | -    | 29   | 4    |
| 2015  | 안산 경찰청   | K리그 챌린지 | 34   | 3    | 2    | 0    | -      | -      | -    | -    | 36   | 3    |
| 총 계 | 총 계         | 총 계        | 175  | 14   | 10   | 0    | 7      | 1      | 11   | 0    | 203  | 15   |